# Doryopteris majestosa
Doryopteris majestosa là một loài thực vật có mạch trong họ Adiantaceae. Loài này được Yesilyurt, Jovita Cislinski mô tả khoa học đầu tiên năm 2008.